# Rudagüera
Rudagüera és una localitat del municipi d'Alfoz de Lloredo (Cantàbria, Espanya).
La localitat està situada a 4 km de la capital municipal, Novales, i a 70 metres d'altitud sobre el nivell del mar. L'any 2015, Rudagüera tenia 325 habitants.
Els barris que componen la localitat són: Fresnedo, Lloredo i San Pedro.
Eclesiàsticament va pertànyer a l'arxiprestat de Comillas.

## Patrimoni
- Casona de los Pérez Calderon
- Casona de los Señoritos
- Ermita de San Pedro de Rudagüera, en el barri de San Pedro.
- Palacio de Quintana
- Torre Fortaleza